# Rupt-aux-Nonains
Rupt-aux-Nonains ist eine französische Gemeinde mit 367 Einwohnern (Stand: 1. Januar 2022) im Département Meuse in der Region Grand Est (bis 2015 Lothringen). Sie gehört zum Arrondissement Bar-le-Duc und zum Gemeindeverband Portes de Meuse.

## Geografie

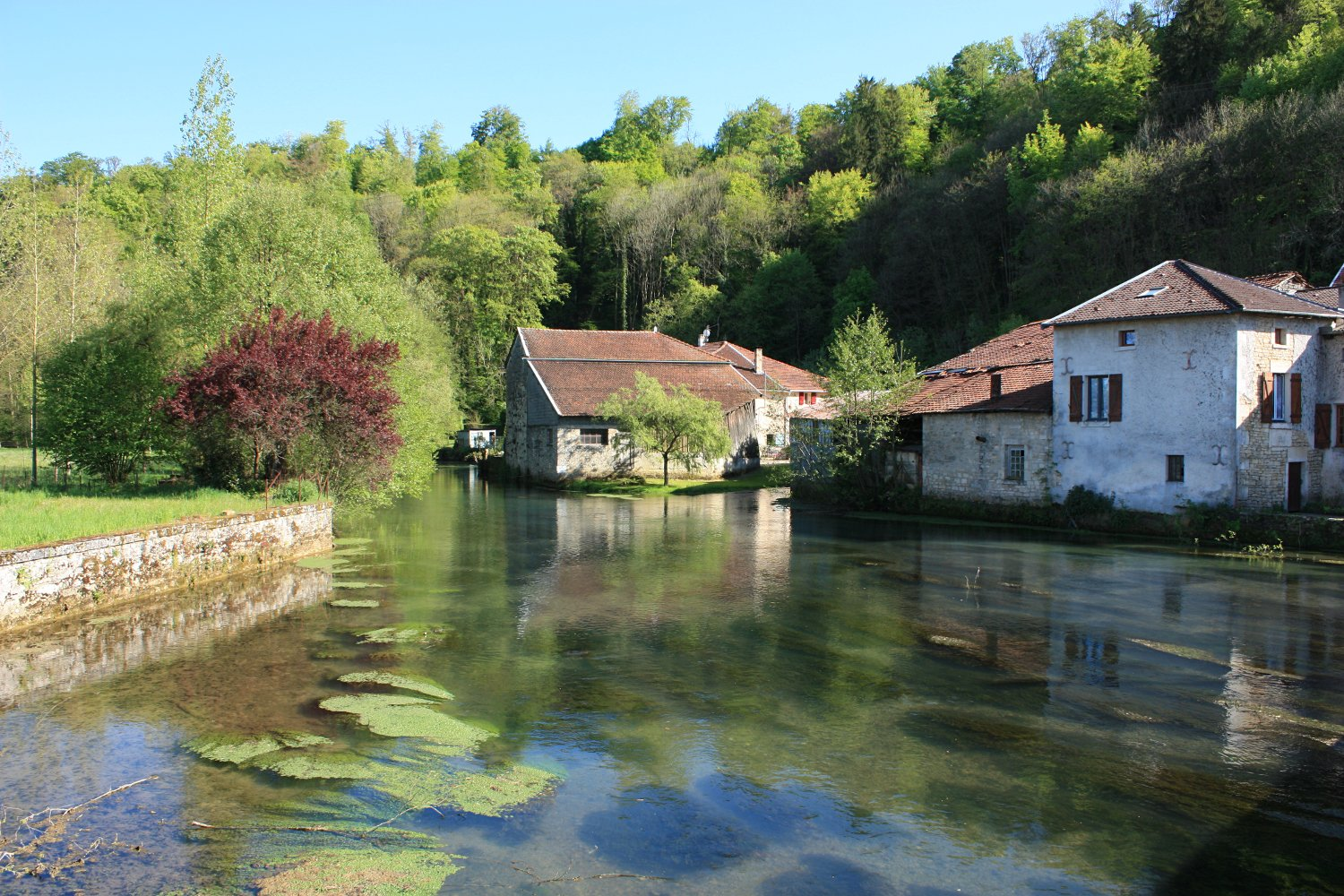
Die Saulx in Rupt-aux-Nonains

Die Gemeinde Rupt-aux-Nonains liegt in der Landschaft Barrois am Fluss Saulx, etwa 16 Kilometer südlich von Bar-le-Duc und 13 Kilometer ostnordöstlich von Saint-Dizier. Das 20,53 Quadratkilometer umfassende Gemeindegebiet wird geprägt vom schmalen Saulxtal und den sich nördlich und südlich des Tales erhebenden teilweise bewaldeten Hochplateaus, die das Flusstal um 80 Höhenmeter überragen. Im Waldgebiet Grand Bois de Rupt im Westen der Gemeinde entspringt der kleine Marne-Nebenfluss Ornel, der mehrere Stauweiher speist, die der Fischzucht dienen (Étang de la Carpière, Étang des Moines, Étangs Franchot). Zur Gemeinde gehören die drei Kilometer südwestlich des Dorfes Rupt-aux-Nonains gelegenen Weiler La Houpette und Bayé. Umgeben wird Rupt-aux-Nonains von den Nachbargemeinden Bazincourt-sur-Saulx im Nordosten und Osten, Lavincourt im Südosten, Aulnois-en-Perthois im Süden, Cousances-les-Forges und Ancerville im Südwesten, Sommelonne im Westen sowie Haironville im Nordwesten.

## Ortsname
Der Ortsname tauchte erstmals 1136 im Zusammenhang mit einem Kloster Rivi ad Nonas auf, was 1371 als Rus les Dames noch einmal bestätigt wurde.
Rivi und Rus wie auch Rupt gehen auf das Wort ru=Bach zurück. Somit war der Ort am Bach [Saulx] im Besitz eines (Benediktinerinnen)-Nonnenklosters.
Von der Gründung 1793 bis 1801 hieß die Gemeinde Rupt-sur-Saux.

## Bevölkerungsentwicklung
| Jahr      | 1962 | 1968 | 1975 | 1982 | 1990 | 1999 | 2006 | 2012 | 2022 |
| Einwohner | 424  | 411  | 384  | 359  | 359  | 353  | 360  | 359  | 367  |

Im Jahr 1831 wurde mit 939 Bewohnern die bisher höchste Einwohnerzahl ermittelt. Die Zahlen basieren auf den Daten von cassini.ehess und INSEE.

## Sehenswürdigkeiten
- Kirche Saint-Pierre-Saint-Paul, Monument historique seit 1970[6]
- Brücke über die Saulx aus dem Jahr 1557, Monument historique seit 1975[7]
- Aussichtspunkt am Calvaire circa 70 Meter über dem Dorf
- Lavoir (Waschhaus)
- Wegkreuz
- Gefallenendenkmal

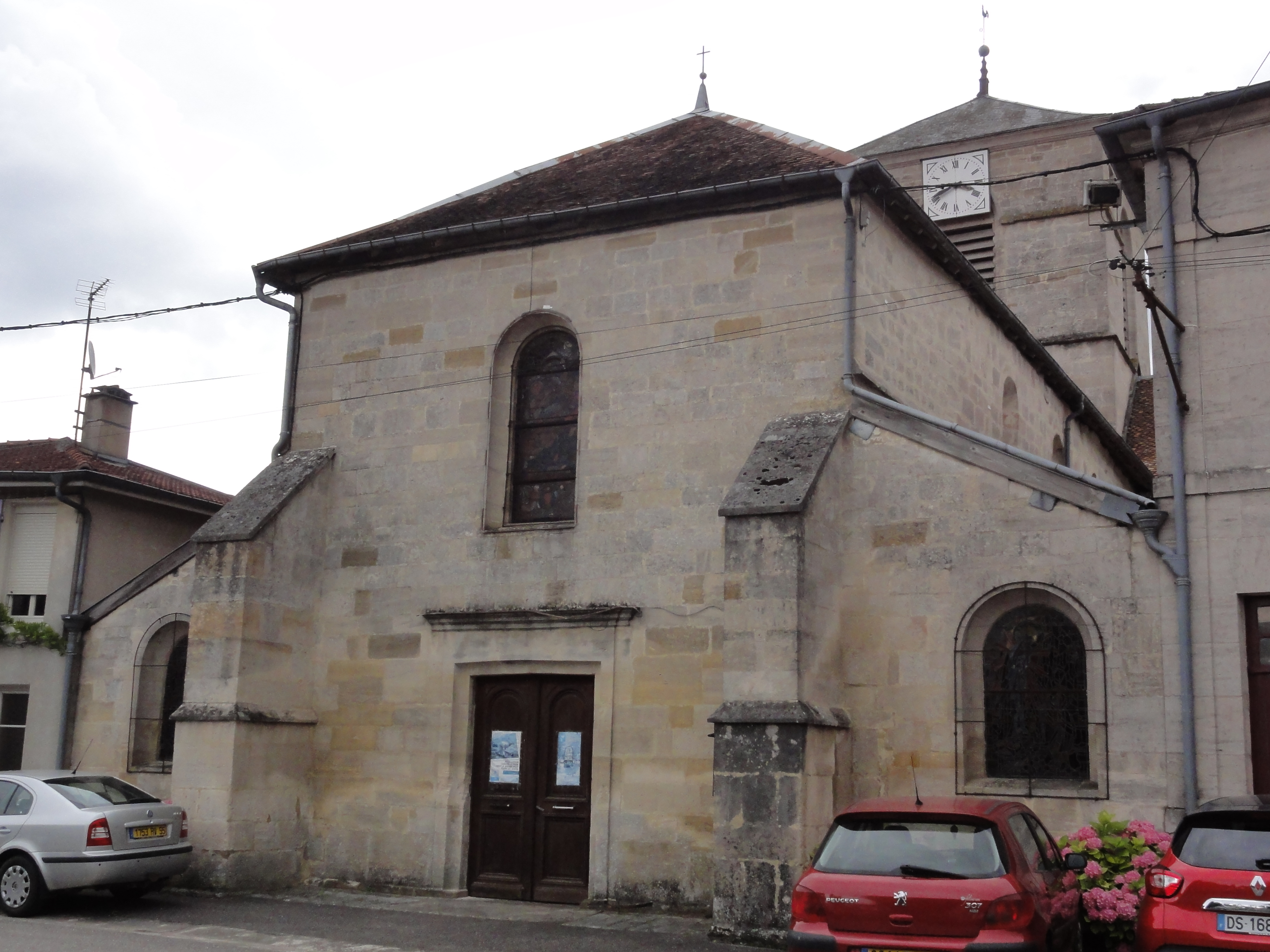
Kirche Saint-Pierre-Saint-Paul
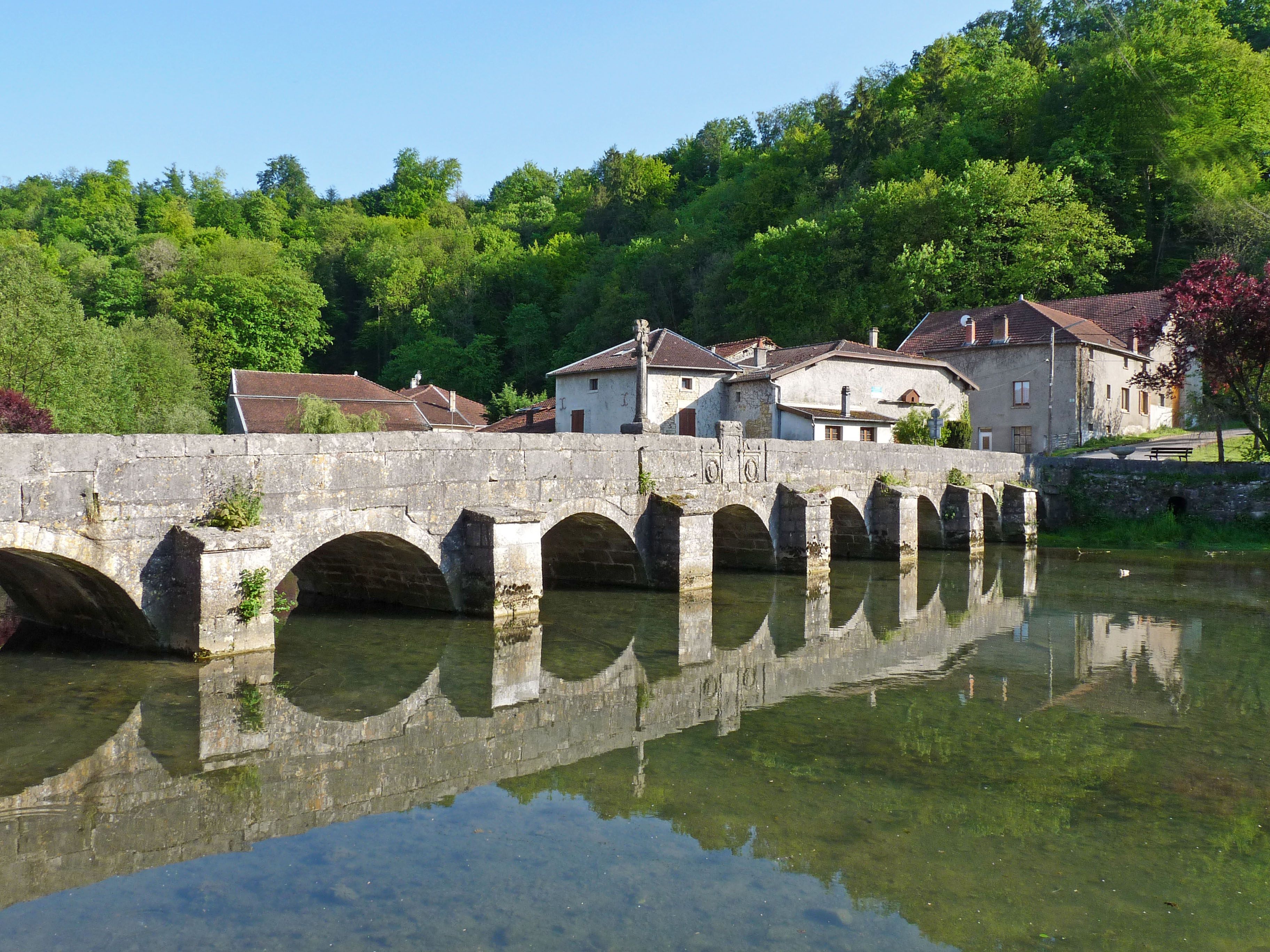
Brücke über die Saulx
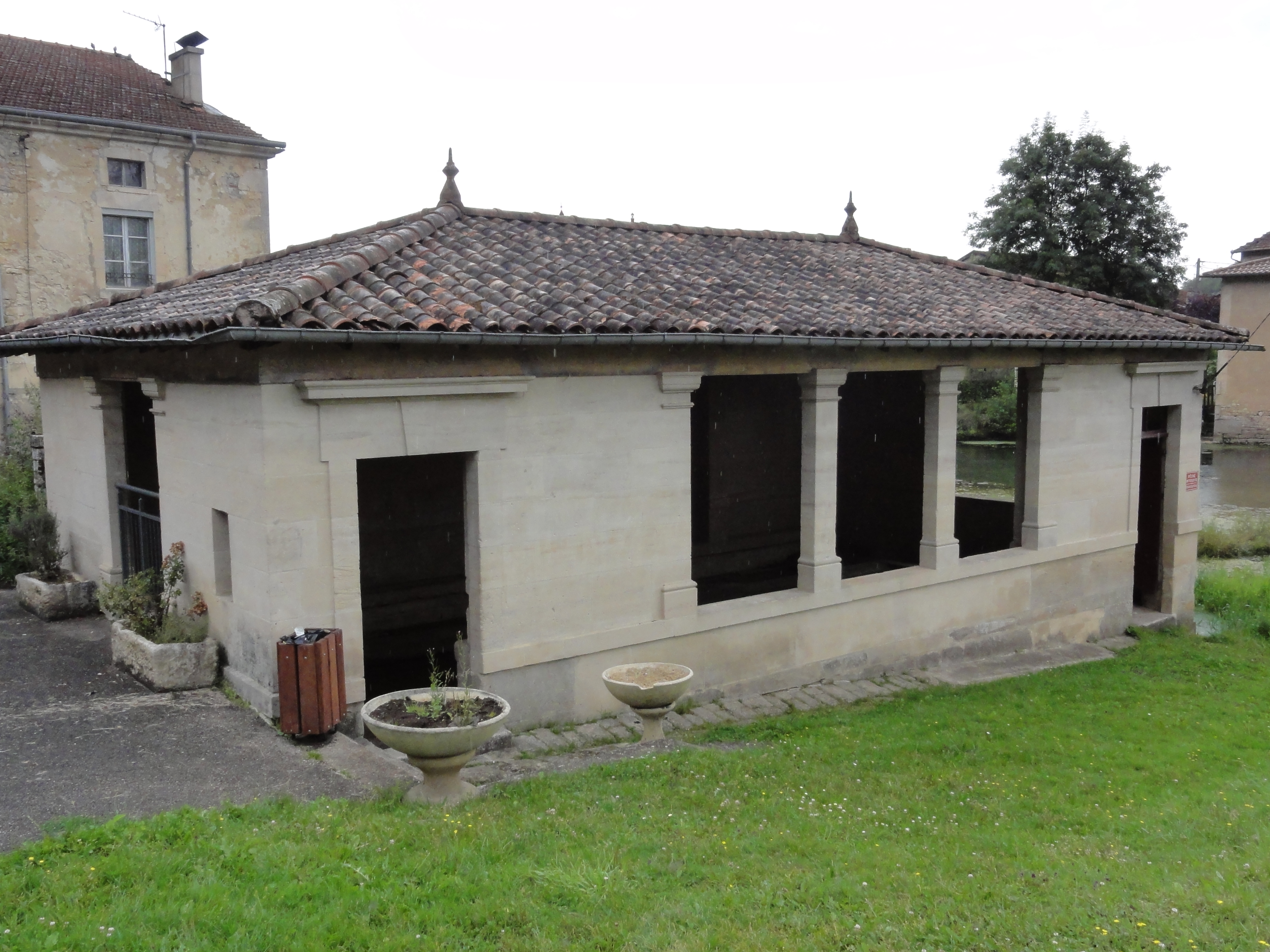
Waschhaus
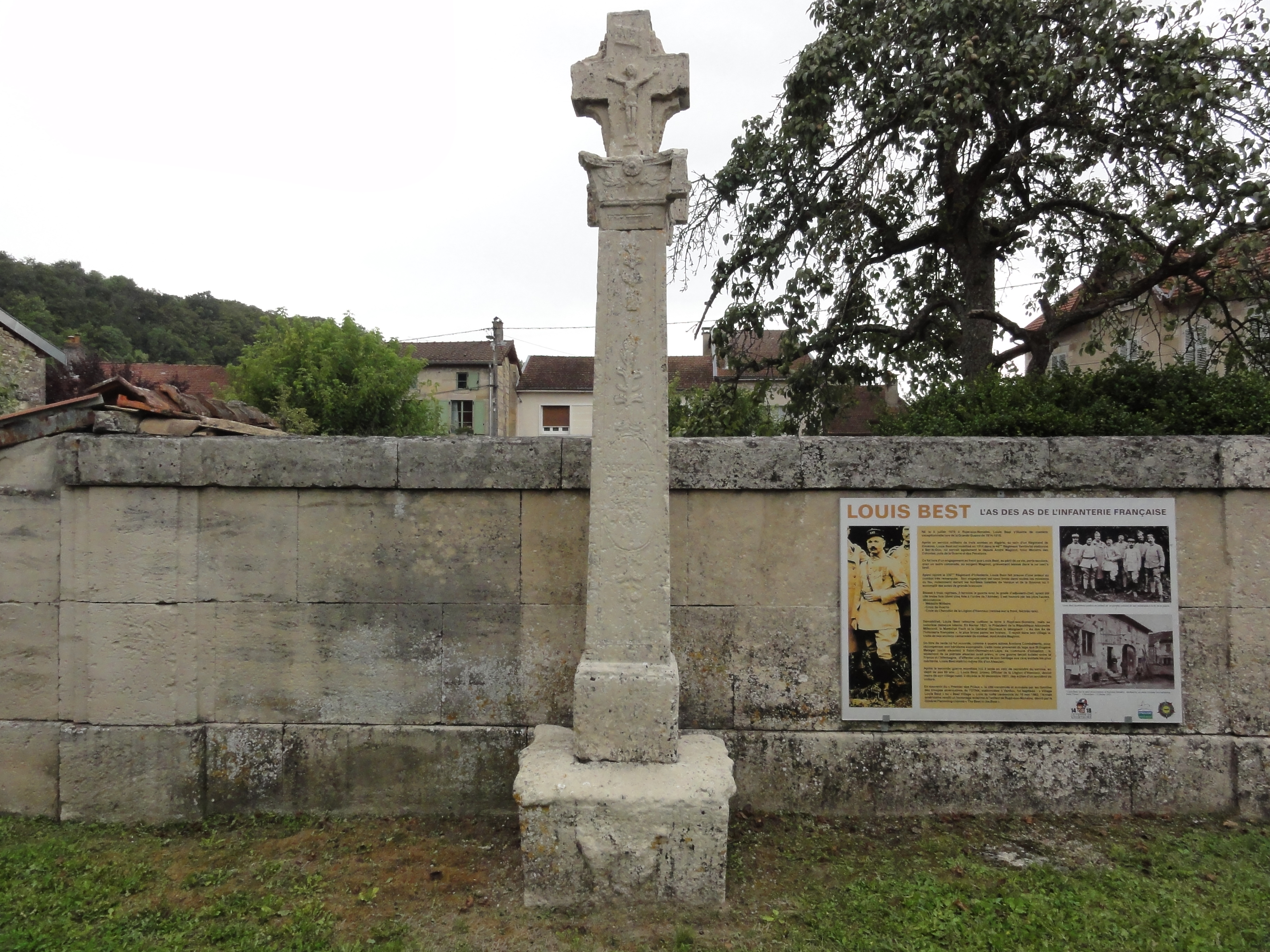
Wegkreuz
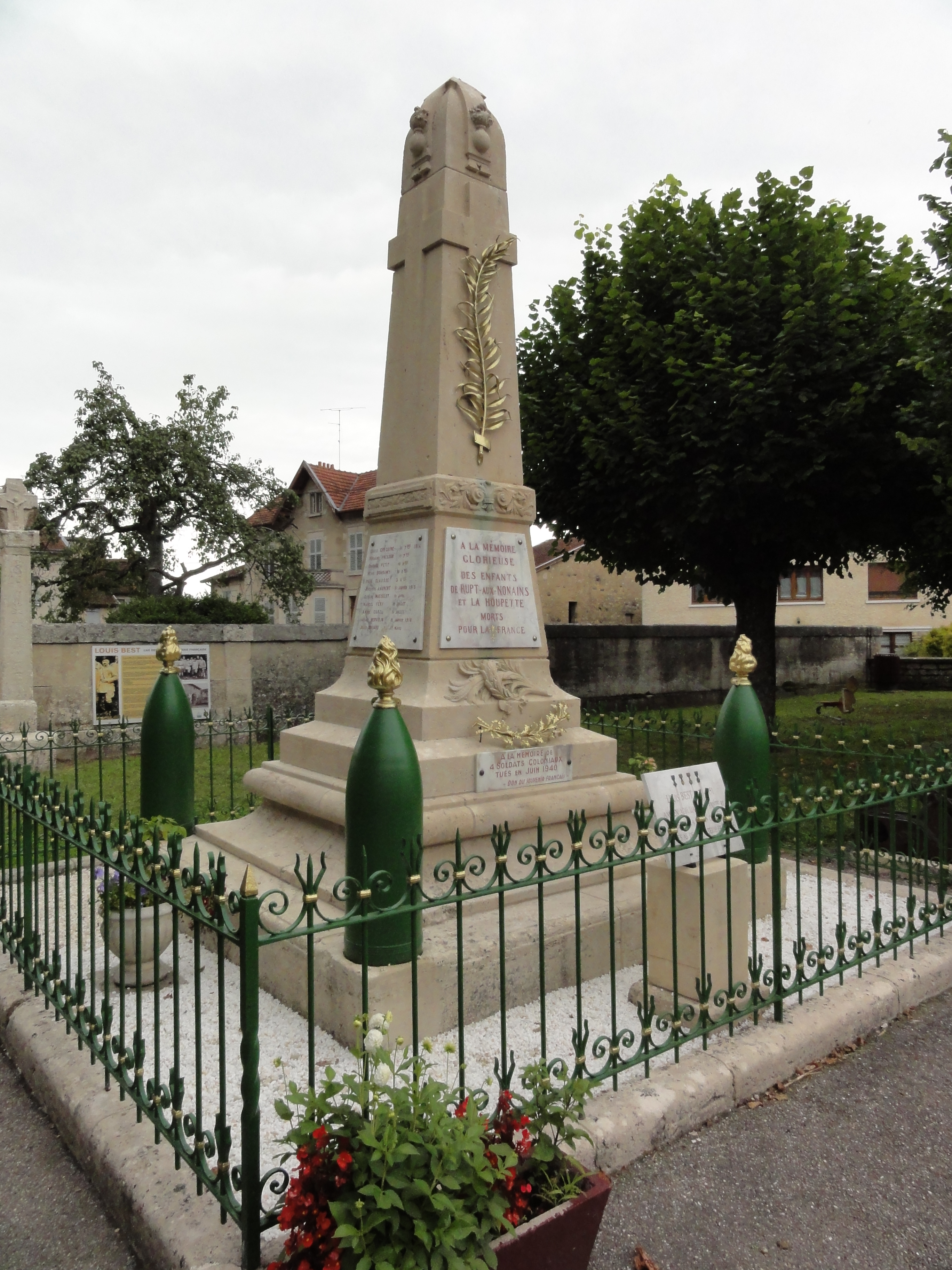
Gefallenendenkmal

## Wirtschaft und Infrastruktur
In der Gemeinde gibt es ein Schwimmbad, eine Poststelle und einige kleine Geschäfte. In Rupt-aux-Nonains sind sechs Landwirtschaftsbetriebe ansässig (Getreideanbau, Milchviehhaltung).
Durch Rupt-aux-Nonains führt die dem Saulxtal folgende Fernstraße D 997 von Contrisson nach Stainville. Im Süden der Gemeinde verläuft ein Abschnitt der autobahnartig ausgebauten Route nationale 4 von Saint-Dizier nach Toul mit einer Anschlussstelle und dem Rastplatz „Barrois“. Der nächste Bahnhof befindet sich in der 13 Kilometer entfernten Stadt Saint-Dizier an der Bahnstrecke Blesme-Haussignémont–Chaumont.

## Persönlichkeiten
Das Grabmal des Erfinders Charles-Louis-Félix Franchot (1809–1881) befindet sich am Ufer eines der nach ihm benannten Stauweiher (Étangs Franchot) im Westen der Gemeinde Rupt-aux-Nonains.

## Belege
1. ↑  Albert Dauzat und Charles Rostaing: „Dictionnaire étymologique des noms de lieu en France, Librairie Guénégaud, Paris, 1989“ (ISBN 2-85023-076-6)
2. ↑  Abrégé chronologique de l'histoire de Lorraine, Jean Henriquez, 1775
3. ↑  Ortsname auf cassini.ehess.fr
4. ↑  Rupt-aux-Nonains auf cassini.ehess
5. ↑  Rupt-aux-Nonains auf INSEE
6. ↑  Eglise Saint-Pierre-et-Saint-Paul in der Base Mérimée des französischen Kulturministeriums (französisch)
7. ↑  Pont sur la Saulx in der Base Mérimée des französischen Kulturministeriums (französisch)
8. ↑  Landwirtschaftsbetriebe auf annuaire-mairie.fr (französisch)